# Дейвид Гилмор
Дейвид Джон Гилмор (на английски: David Jon Gilmour) е китарист и композитор, член на рок групата Пинк Флойд.

## Ранни години
Дейвид Гилмор е роден на 6 март 1946 г. в Гранчестър Медоус, Кеймбридж, Англия. Баща му Дъглас Гилмор е старши преподавател по зоология в Кеймбриджкия университет. Майка му Силвия е учителка и филмов редактор. Мястото, където семейство Гилмор живее по-късно е увековечено в песента Grantchester Meadows, написана от Роджър Уотърс и включена в албума Ummagumma на Пинк Флойд. През 1954 г. Дейвид си купува първия сингъл албум, Rock Around the Clock на Бил Хейли. Когато той е на 13 един съсед му подарява първата китара в живота му. Той започва да се учи да свири от книга и комплект плочи на Пит Сийгър. Всички деца в семейство Гилмор са окуражавани от родителите си да развиват музикалните си таланти. Като тийнейджър Дейвид е принуден да живее отвъд океана в САЩ, заради професията на баща си и е оставен сам да се грижи за себе си, свирейки на баскитара през 1963 г. в групата Джоукърс Уайлд, изкарвайки пари от множество случайни работи, включително и от работа като манекен. Гилмор посещава гимназията „Пърс“ (The Perse School) в Хилс Роуд, Кеймбридж, където не му харесва особено, но се запознава с бъдещия китарист и вокалист на Пинк Флойд Сид Барет, както и с Роджър Уотърс, който учи в мъжката гимназия в Кеймбридж (Cambridgeshire High School for Boys), която също се намира на Хилс Роуд. 

През септември 1962 г. Гилмор учи съвременни езици и посещава Техническия колеж в Кеймбридж заедно със Сид Барет. Въпреки че Гилмор не завършва езиковия курс, в крайна сметка успява да овладее отлично френски език и го говори свободно. Гилмор и Барет прекарват обедната си почивка заедно, свирейки на китара. Барет често се обръщал към Гилмор с името „Фред“. По това време те все още не са част от една група. През 1962 г. Гилмор започва да свири в групата Джоукърс Уайлд. Напуска я през 1967 г. През август 1965 г. Гилмор свири из Испания и в Сен Тропе във Франция в компанията на няколко приятеля, сред които и Барет. Те обаче не постигат особено голям успех и едва свързват двата края. В интервю пред Ники Хорн по радио Би Би Си през юли 1992 г. Гилмор разказва как в крайна сметка се оказва в болница заради недохранване. Двамата са арестувани, защото изпълняват песни на Бийтълс, а по-късно правят преход до Париж, където прекарват седмица извън града, живеейки на палатка. През това време посещават Лувъра. През 1967 г. Джоукърс Уайлд кандидатстват за право за постоянно пребиваване във Франция, а Гилмор се връща в Лондон, за да набави необходимото оборудване за групата. Докато е в Англия Гилмор се отбива да види как Пинк Флойд записват „Виж как Емили свири“ в Челси и е шокиран, когато открива, че Барет изглежда сякаш не го разпознава. Година по-късно Гилмор се връща обратно в Англия за постоянно.
Дейвид Гилмор има многобройни и различни интереси – например авиацията. Първата му любов си остава музиката. Свири с китара „Фендър Стратокастър“ (Fender Stratocaster). Привърженик е на английския футболен отбор Арсенал

## Личен живот
На 7 юли 1975 г. Гилмор се жени за първата си съпруга, Вирджиния „Джинджър“ Хасенбайн, която тогава е модел. Те имат четири деца – Алис (родена през 1976 г.), Клер (през 1979 г.). Сара (през 1983 г.) и Матю (1986 г.). Гилмор и Джинджър се разделят по време на световното турне на Пинк Флойд от 1987 – 1989 г. и се развеждат през 1990 г. На 29 юли 1994 г. той се жени за Поли Самсън, с която живее. От съвместния си брак с нея Гилмор има три деца – Джо, Гейбриъл и Роумъни. От предишния си брак Поли има син, Чарли, който Гилмор осиновява.
Гилмор е опитен пилот и авио-ентусиаст. Той притежава колекция от класически самолети и основава компанията Intrepid Aviation, чрез която ги управлява. Първоначално тя е само средство, чрез което хобито му да му носи и някакви средства, но с течение на времето става прекалено комерсиална и той решава да я продаде.

## В Пинк Флойд
Гилмор става част от Пинк Флойд през 1968 г. След присъединяването му групата коренно променя своя облик и стил. Отдалият се на наркотиците китарист и вокалист Сид Барет освобождава без да иска мястото си на Гилмор. Гилмор се включва в композирането на нови песни, в писането на текстове и във вокалите.

## Соло кариера
Гилмор записва четири соло албума, като и четирите успяват да влязат в американската класация топ 40. Албумът On an Island, издаден през 2006 г., заема 6-о място още същата година, а Live in Gdansk, издаден през 2008 г., се изкачва до 26-о. Дебютният му соло албум David Gilmour застава на 29-а позиция в годината си на издаване (1978 г.), а от 1984 г. е на 32-ро място.

Докато не работи по проектите на Пинк Флойд, Гилмор се занимава със странични дейности. Той работи като продуцент, оркестрант и дори като звуков инженер и участва в множество различни представления заедно с бившия член на Пинк Флойд Сид Барет, Пол Маккартни, Кейт Буш, Берлин, Джон Мартин, Грейс Джоунс, Том Джоунс, Елтън Джон, Ерик Клептън, Би Би Кинг, Сийл, Сам Браун, Джуулс Холънд, Боб Дилан, Пит Таунсенд, The Who, Supertramp, Алън Парсънс, Питър Cетера (Peter Cetera), Левлон Хелм, Роби Робъртсън и др.

През 1985 г. Гилмор става член на групата на Брайън Фери. Той свири в албума им Boys and Girls, както и в песента Is Your Love Strong Enough, която е част от саундтрака на филма на режисьора Ридли Скот, Легенда, с участието на Том Круз. През 1985 г. Гилмор свири c Брайън Фери на концерта Live Aid в Лондон, където се запознава с пианиста Джон Карин, който по-късно участва в концерти на Пинк Флойд.

Гилмор взима участие и в кратък забавен клип, озаглавен The Easy Guitar Book Sketch, заедно с комика Роулънд Риврън, както и с колеги британски музиканти, като Марк Нопфлър, Леми от Motorhead, Марк Кинг от Level 42, Гари Мур. Музикалният техник Фил Тейлър пояснява в интервю, че по време на участието си в скеча, Нопфлър трябвало да използва оборудването на Гилмор и въпреки това успял да запази собствения си стил и звучене.
През 1994 г. Гилмор свири на китара за видео играта Tuneland, акомпаниран от Скот Пейдж – саксофонист, който често работил с Пинк Флойд.
На 14 декември 1999 г., Гилмор свири в The Cavern Club в Ливърпул заедно с Пол Маккартни, Мик Грийн, Иън Пейс и Пит Уингфийлд.
На 11 юли 2010 г. Дейвид Гилмор участва заедно с Роджър Уотърс в концерт с благотворителна цел, организиран от фондацията Hoping в Англия. Други изпълнители, които участват на концерта са Бионсе, Джей Зи, Ник Кейдж, Том Джоунс. За зрителите е очевидно, че Гилмор и Уотърс са загърбили дългогодишната си вражда и са в добри отношения, като се смеят и шегуват заедно. Впоследствие Уотърс потвърждава в страницата си във Фейсбук, че Гилмор ще изпълни заедно с него песента на Пинк Флойд „Comfortably Numb“ по време на един от концертите от предстоящото му турне „Стената на живо“. Това се случва на 12 май 2011 г. на концерта в „O₂ Арена“ в Лондон. Ник Мейсън също се присъединява, за да изпълнят заедно последната песен от шоуто „Outside the Wall“.

## Албуми
- David Gilmour (1978)
- About Face (1984)
- On An Island (2006)
- Live in Gdańsk (2008)
- The Endless River (2014)
- Rattle That Lock (2015)
- Luck and Strange (2024)

## Награди
През юни 2006 г. Девид Гилмор получава английската музикална награда „Моджо“ за цялостно творчество.